# Lucyna Smok
Lucyna Smok, z domu Dąbrowska (ur. 1948 w Dębowcu, zm. 2021) – polska malarka, ikonografka, nauczycielka i działaczka społeczna, założycielka Towarzystwa Przyjaciół Dębów Rogalińskich oraz Pracowni Artystycznej w Rogalinku (której nadano jej imię w 2022 r.). Angażowała się m.in. w ochronę Dębów Rogalińskich i okolic Rogalina (cennych ze względów przyrodniczych i historycznych) oraz zabytkowego Kościoła św. Michała Archanioła i Matki Bożej Wspomożenia Wiernych w Rogalinku.

## Działalność artystyczna i społeczna

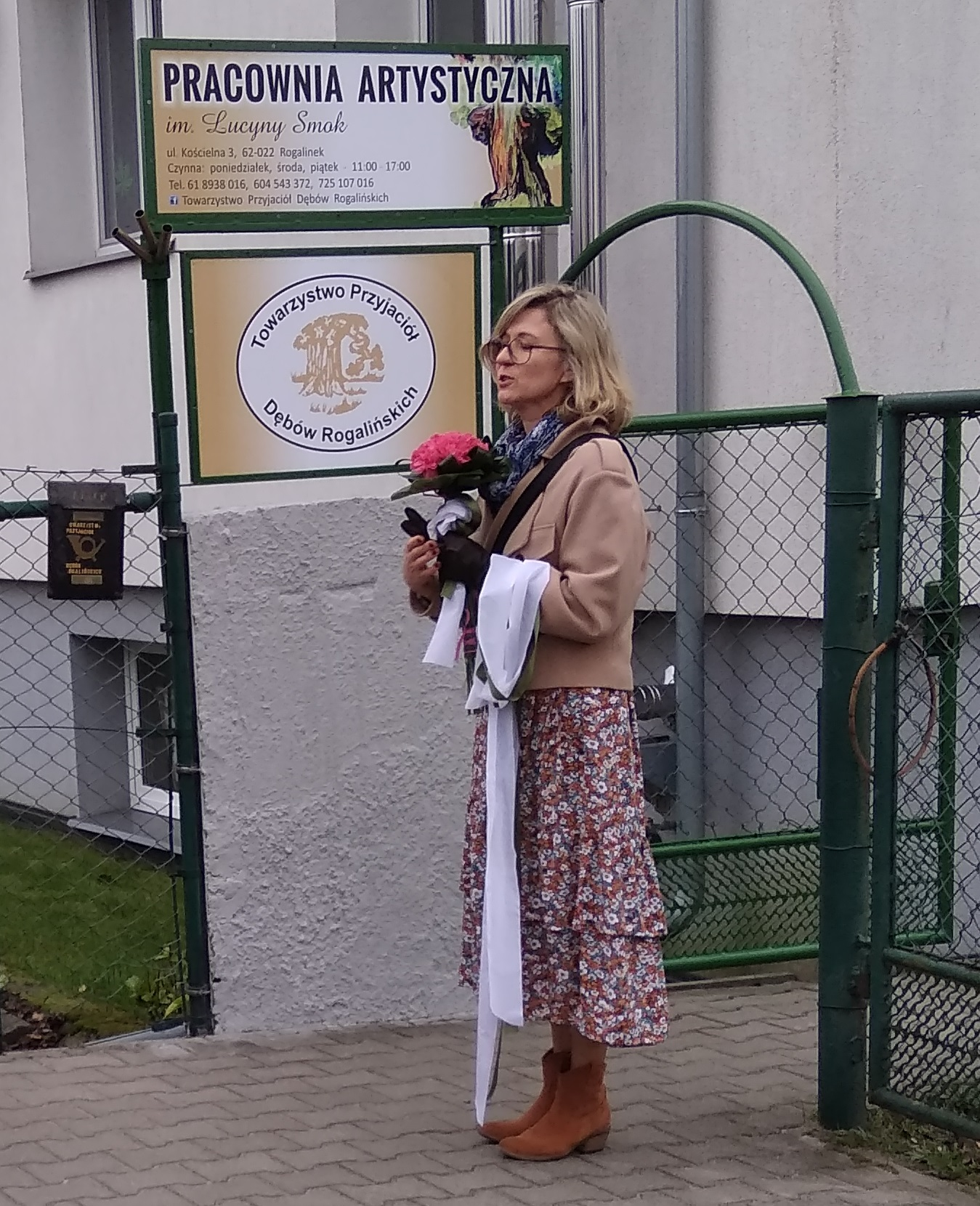
Uroczystość nadania imienia Lucyny Smok Pracowni Artystycznej w Rogalinku (ul. Kościelna 3)

Choć pochodziła z Podkarpacia, większość życia spędziła w Wielkopolsce. Studiowała na Państwowej Wyższej Szkole Sztuk Plastycznych w Poznaniu, a w 1968 r. zamieszkała w Rogalinku pod Poznaniem.  
W latach 1990–1996 była dyrektorką szkoły podstawowej w Rogalinku, w której uczyła wychowania przez sztukę. W 1992 r. zainicjowała tam założenie Towarzystwa Przyjaciół Dębów Rogalińskich (TPDR) i została jego prezesem. Dzięki działalności TPDR, w 1997 r. powstał Rogaliński Park Krajobrazowy (chroniący największe w Europie skupisko wielowiekowych dębów szypułkowych rosnących w dolinie Warty, liczne starorzecza, a także wartości historyczno-kulturowe tych okolic). W swojej twórczości dokumentowała je często pejzażami i wizerunkami pojedynczych drzew, wystawianymi w wielu galeriach.  
Malowała również m.in. portrety, martwe natury, kapliczki przydrożne i pisała ikony, które znajdują się np. w kościołach w Luboniu, Mosinie i Puszczykowie. 
W Rogalinku utworzyła najpierw świetlicę socjoterapeutyczną, a w 2000 r. – razem z kilkoma osobami, szczególnie  z Dorotą Domagała – Pracownię Artystyczną  (ul. Kościelna 3). Organizowała liczne wystawy, warsztaty plastyczne, uczyła malarstwa i ikonopisania, nie tylko w tej miejscowości, ale także np. w Rogalinie, Dębowcu, Kłecku i Ustroniu. Zarówno Pracownię, jak i Towarzystwo prowadziła aż do śmierci. 
Współpracowała z wieloma organizacjami, m.in. z kilkoma oddziałami Polskiego Towarzystwa Turystyczno-Krajoznawczego (PTTK), prowadząc plenery malarskie dla uczestników rajdów turystycznych w okolicach Rogalina, a także warsztaty malarskie lub rzeźbiarskie dla seniorów, uczniów lub osób niepełnosprawnych, np. z Domu Maltańskiego w Puszczykowie.
W latach 2014–2016, przed obchodami 1050-lecia Chrztu Polski, wzięła udział w programie arteterapeutycznym „Chrzcielnice w kościółkach drewnianych i zabytkowych na Szlaku Piastowskim”, realizowanym przez Stowarzyszenie Artystyczno-Rehabilitacyjno-Terapeutyczne „Promyk” Dębnica (w tym w Wystawie Objazdowej Galerii Wielkopolskiej Fotografii).
Lucyna Smok angażowała się także w inne inicjatywy, integrujące lokalną społeczność, m.in. w coroczne wystawy dzieł twórców i hobbystów z gminy Mosina ("Szeroko na "Wąskiej"), zbieranie funduszy na renowację zabytkowego drewnianego kościoła w Rogalinku (poprzez sprzedaż ikon napisanych na fragmentach starych belek, jako "cegiełek" na ten cel) oraz w oprawę artystyczną uroczystości posadzenia sklonowanych potomków Dębu Rus w Rogalinie i w Rogalinku. Motywowała też inne malarki z Pracowni Artystycznej do tych działań. Ich prace często przekazywane były na aukcje charytatywne.
W 2010 r. została uhonorowana Medalem Rzeczypospolitej Mosińskiej za promowanie gminy Mosina poprzez działania w dziedzinie kultury. Od 2017 r. była apostołką Rodziny Saletyńskiej. 
Z okazji 20-lecia Pracowni Artystycznej (świętowanego w 2020 r.), powstał film dokumentalny pt. "Smok w kolorach", o niej oraz innych osobach zaangażowanych w powstanie i funkcjonowanie tego szczególnego miejsca. W filmie tym stwierdziła, że jej celem było promowanie Rogalina i okolic jako atrakcji turystycznej, stworzenie na tej bazie wielu miejsc pracy oraz rozwijanie zdolności artystycznych, szczególnie wśród osób starszych i niepełnosprawnych (lub po różnych traumach), jako terapię pomagającą przeżyć trudny czas. Zauważyła m.in. 
"Najczęściej to choroba pędzi człowieka do tego, żeby się czymś zająć, i mówią «ja nic nie umiem, ale coś chcę robić» [...] i potem się okazuje, że odkrywa talent, i że pasją to się staje i choroby odchodzą". 
Pod koniec życia powiedziała: 
"Widzę coraz większą wartość malowania, szczególnie w okresie pandemii, dlatego, że ludzie są bardzo zestresowani, a przychodząc tutaj, znajdują azyl. W perspektywie czasu zauważyłam, że wiele osób rozwinęło się nie tylko pod względem artystycznym, lecz także duchowym oraz nawiązało wiele kontaktów towarzyskich. Pracownia nabrała też prestiżu i nawet postronni ludzie lubią nas odwiedzać i podkreślają, że istnienie tego miejsca jest bardzo ważne".
Zachęcała wszystkich do samodzielnej twórczości (mówiąc np. "jesteś sobą i rób tak jak Ty uważasz"), aby każdy spróbował własnych sił i uwierzył w siebie.
Przez ponad 20 lat działalności, z Lucyną Smok i Pracownią Artystyczną związało się wiele osób. Wśród nich są m.in. poetki Bożena Dziurdzia i Joanna Olejniczak, malarki Danuta Helak (obecna prezes TPDR), Wanda Bartmińska, Wanda Bednarek, Teresa Magdziarek, Eliza Mytko, Dorota Strzelecka i Sylwia Taciak (określana czasem jako Nikifor 2, której prace były wystawiane m.in. we Francji, Szwecji, Wielkiej Brytanii i USA), a także Tomasz Szabelski oraz lokalni społecznicy, np. Grażyna Hipś, Małgorzata Kaptur, Andrzej Kasprzyk i Leokadia Skrzypczak. Część z nich wystąpiła w filmie dokumentalnym, opowiadając m.in. o historii Pracowni oraz jej założycielce.

## Upamiętnienie
Już na pogrzebie Lucyny Smok postanowiono nadać jej imię Pracowni Artystycznej w Rogalinku. Postanowienie to zrealizowano podczas uroczystości 12 listopada 2022 r. (w 30. rocznicę utworzenia TPDR), a jej imieniem nazwano także dąb posadzony przez nią oraz Dorotę Domagała koło Pracowni w 2009 r.. Z tej okazji zorganizowano również jednodniową wystawę prac Lucyny Smok, m.in. pejzaży, portretów i ikon.
TPDR oraz Pracownia Artystyczna kontynuują działania na rzecz lokalnej społeczności oraz turystów odwiedzających tereny Rogalińskiego Parku Krajobrazowego, takie jak zajęcia edukacyjne i arteterapeutyczne zarówno w Pracowni jak i w plenerze, np. wycieczki przyrodniczo-artystyczne „Drzewo Życia” (zainicjowane pod wpływem utworzenia sieci szlaków pielgrzymkowych Rogalińskie Drogi). 
Oddział PTTK w Swarzędzu, z którym współpracowała przez 27 lat, po jej śmierci nazwał coroczny Wielkopolski Rajd Przyjaciół Dębów Rogalińskich jej imieniem.
W 2024 roku stała się patronką ulicy położonej w Rogalinku w pobliżu Pracowni Artystycznej, a jesienią na ścianie hali sportowej w tej miejscowości powstał mural zainspirowany jej obrazem rogalińskich dębów Lech, Czech i Rus.

## Życie prywatne
Ze swoim mężem, Stefanem Smokiem, miała troje dzieci. Brat Lucyny, Marek Dąbrowski, był montażystą filmowym i dyrektorem Wytwórni Filmów Fabularnych we Wrocławiu, a także fotografem. Ich matka i babcia również malowały. Rodzinną tradycję podtrzymuje bratanica Lucyny, malarka i ikonografka Hanna Dąbrowska-Certa. Jest ona autorką m.in. Krzyża Paschalnego w Świątyni Opatrzności Bożej (oryginał znajduje się w Panteonie Wielkich Polaków w dolnej kondygnacji, zaś w górnej jego powiększona kopia jest krzyżem ołtarzowym).